# Жабиня
Жаби́ня —  село в Україні, у Зборівській міській громаді Тернопільського району Тернопільської області. Розташоване на заході району. Було підпорядковане Кальненській сільській раді (до 2016)
Населення — 520 осіб (2003).

## Назва
За М. Крищуком, назву села можна пояснити тим, що за легендою голосне кумкання жаб часто рятувало його від нападників.

## Географія
Розташоване на річці Потік.

## Історія
Поблизу села виявлено археологічні пам'ятки давньоруської культури.
Перша писемна згадка — 15 березня 1469. Діяли товариства «Просвіта», «Сільський господар», кооператива.
12 червня 2020 року, відповідно до розпорядження Кабінету Міністрів України № 724-р «Про визначення адміністративних центрів та затвердження територій територіальних громад Тернопільської області» увійшло до складу Зборівської міської громади.
19 липня 2020 року, в результаті адміністративно-територіальної реформи та ліквідації Зборівського району, село увійшло до складу Тернопільського району.

## Пам'ятки
Є церква Вознесіння Господнього (1636; перебудована з оборонного замку).

## Пам'ятники
Споруджено пам'ятник на могилі полеглих у бою з татарами 1675 (1925) і Тарасу Шевченку (2000; скульптор В. Косовський).
Встановлено пам'ятний хрест на честь скасування панщини.
Є могила УСС на цвинтарі та символічна могила Борцям за волю України.
Пам'ятник Т. Шевченку
Щойновиявлена пам'ятка монументального мистецтва. Розташований біля школи.
Встановлений 2000 р. Скульптор – В. Косовський.
Скульптура – метал, постамент – камінь.
Скульптура – 2,9 м, постамент – 0,8 м.
Скульптура Матері Божої, 1897
Щойновиявлена пам'ятка монументального мистецтва. Розташована біля церкви.
Робота масового виробництва, виготовлена із каменю (встановлена 1897 р.).
Скульптура — 1,5 м, постамент — 1,7х1х1 м, площа — 0,0004 га.
Скульптура Матері Божої, 1891
Щойновиявлена пам'ятка монументального мистецтва. Розташована біля церкви.
Робота масового виробництва, виготовлена із каменю (встановлена 1891 р.).
Скульптура — 1,5 м, постамент — 1,7х1х1 м, площа — 0,0004 га.

## Соціальна сфера
Діють загальноосвітня школа І-ІІ ступенів, Будинок культури, бібліотека, ФАП, фольклорно-етнографічний мішаний хор, оркестр українських народних інструментів, СК «Жабинський».

## Відомі люди
Народився сотник УГА Галян Іван Федорович (1888 - 1920). Загинув в Києві.
Медведик Петро Костьович - український  фольклорист, етнограф, бібліограф, літературознавець і мистецтвознавець.
У 1927 і 1930 у село приїжджав до свого товариша М. Микитишина український перекладач, поет Калинець Сильвестр Михайлович.

## Галерея

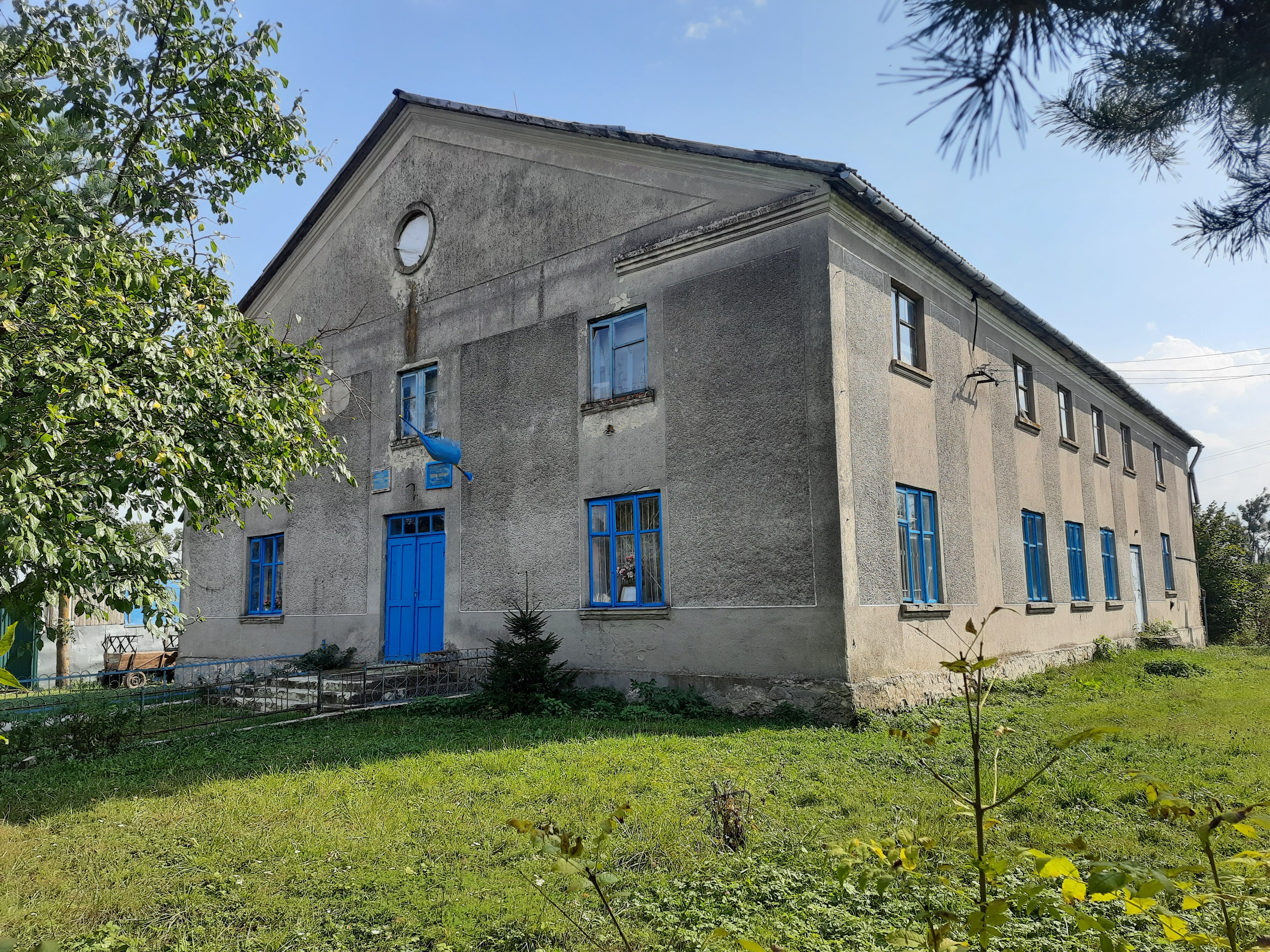
Будинок культури
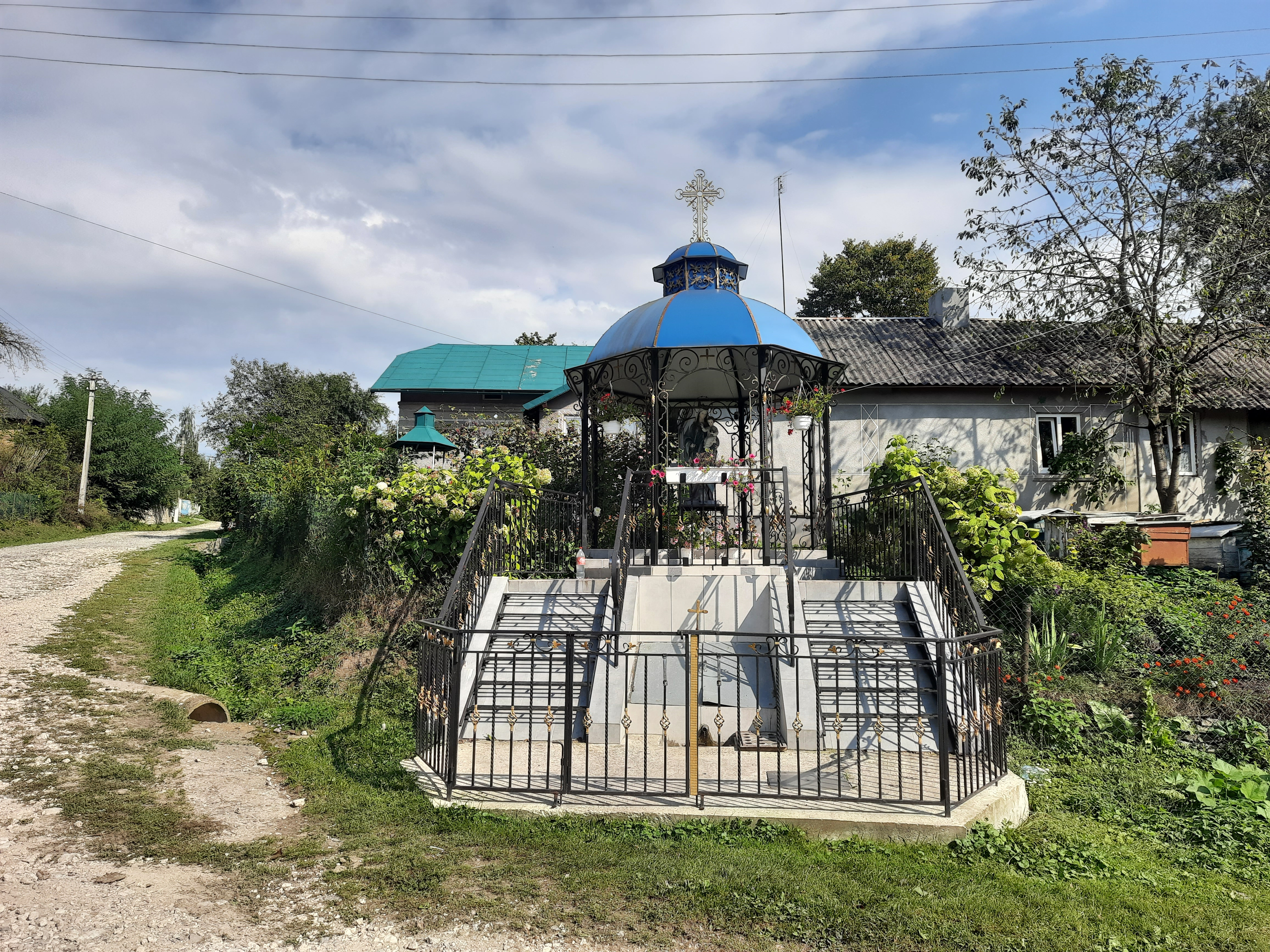
Капличка
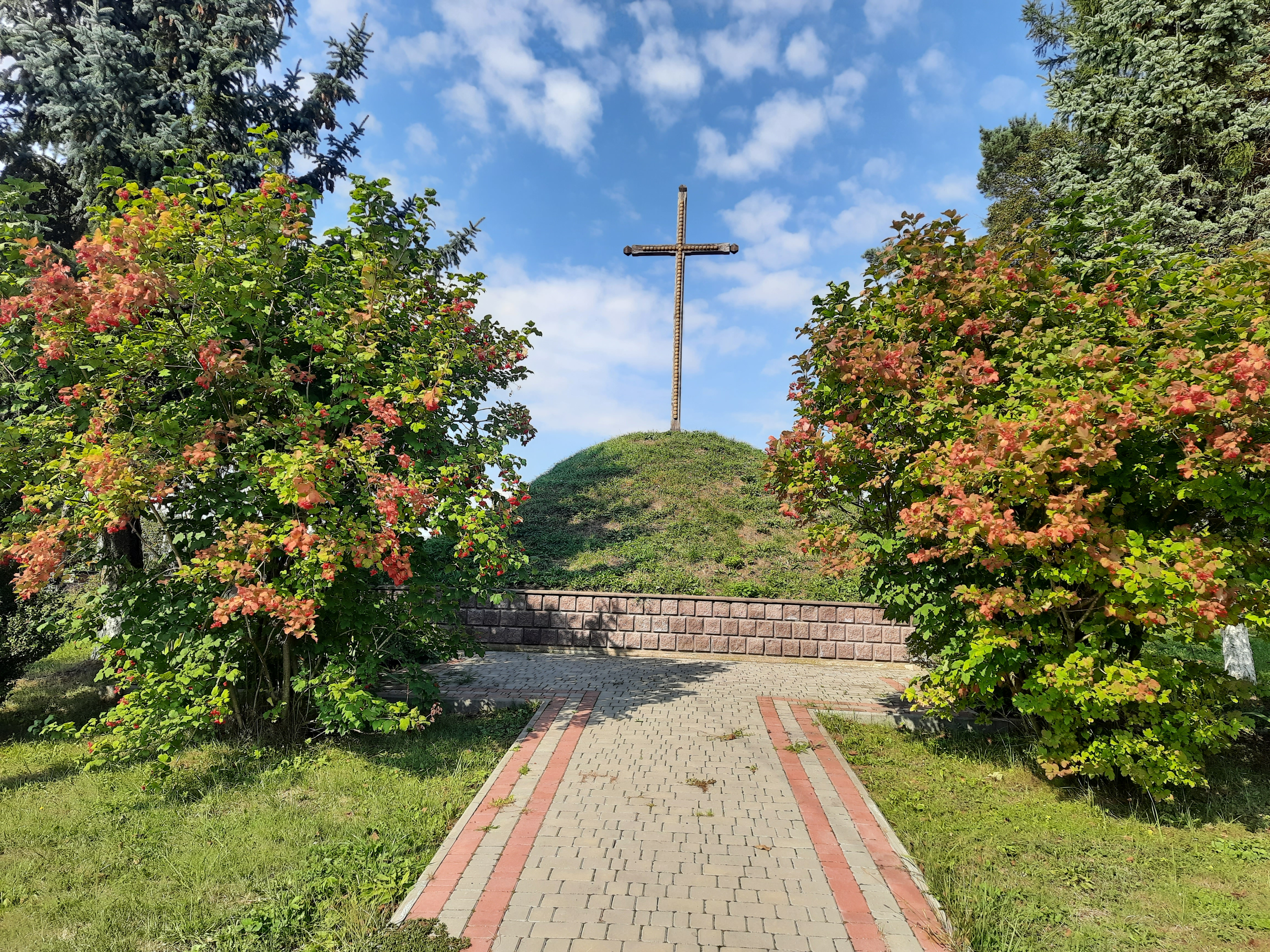
Символічна могила Борцям за волю України
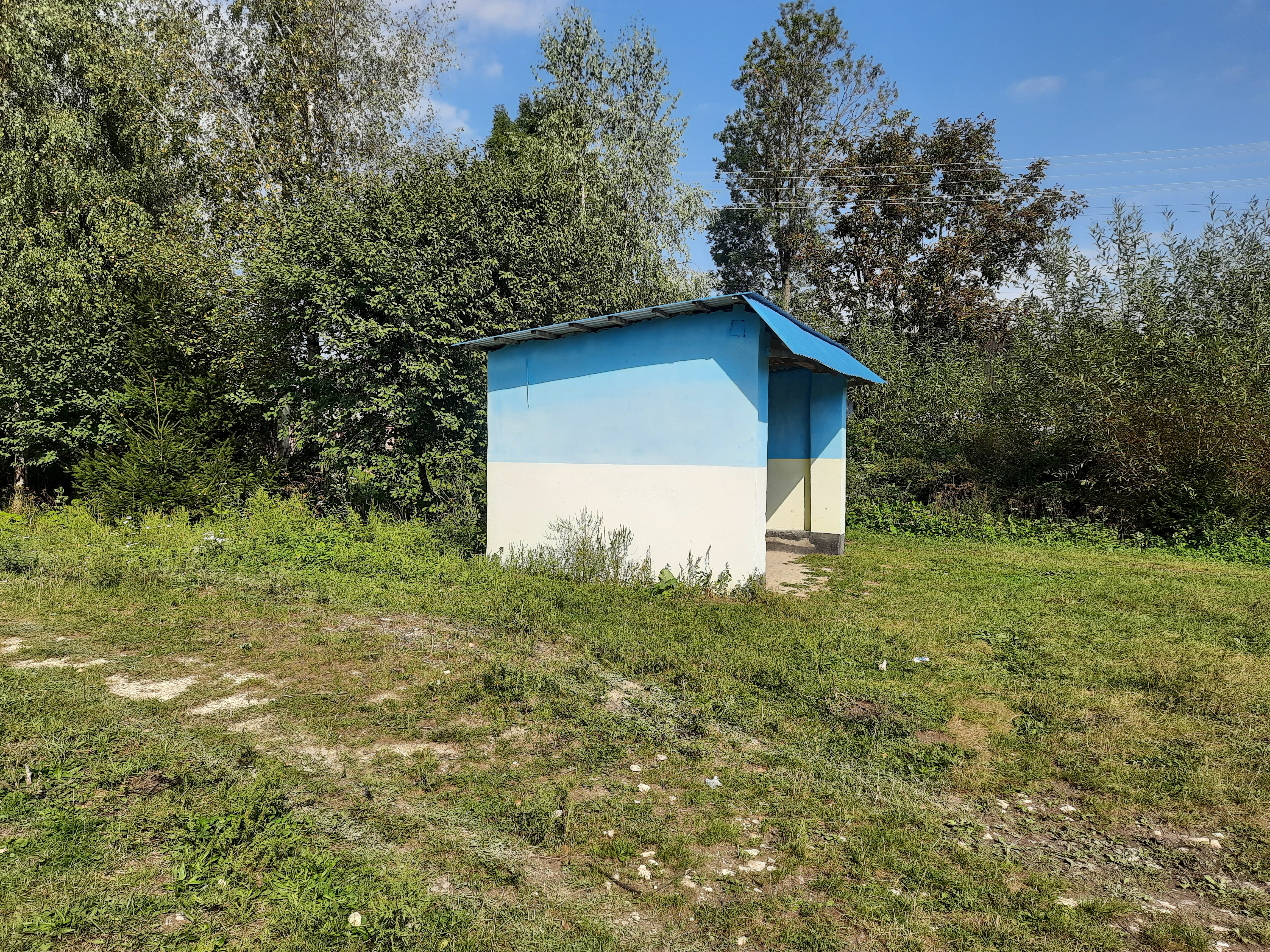
Автобусна зупинка
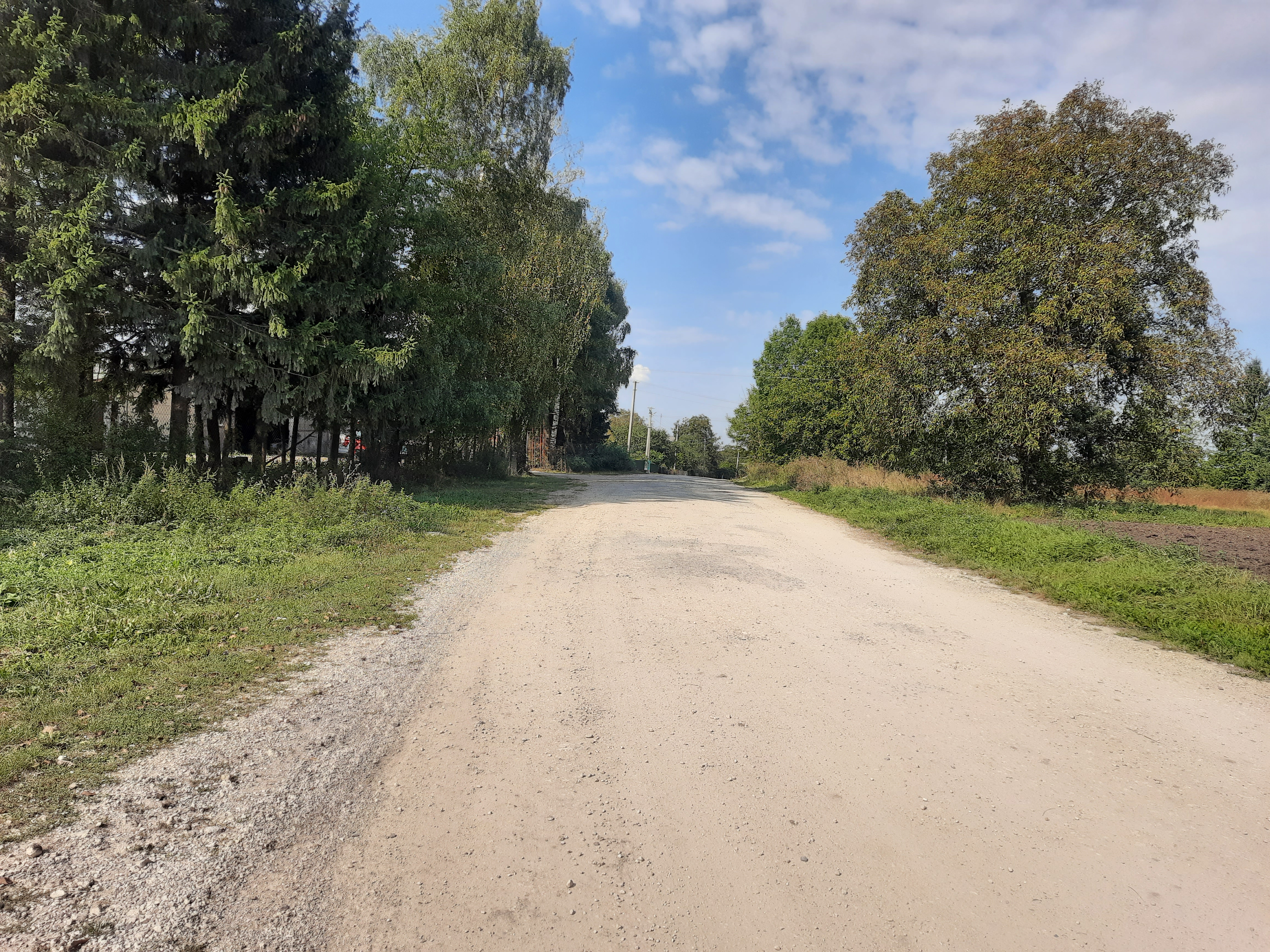
Околиця села